# Pelle Holm
Per (Pelle) Uno Gustaf Valentin Holm, född 14 februari 1888 i Höganäs i dåvarande Malmöhus län, död 12 oktober 1980, var en professor, svensk språkvetare och ordboksredaktör.

## Biografi
Holm var son till folkskolläraren och municipalordföranden i Höganäs, Johannes Holm (1836–1907) och dennes maka Jenny Carlsson. Han var gift med Anna Tullberg (1888–1969), dotter till bokförläggaren Hasse W. Tullberg och Emelie Widén.
Han var den yngste i en syskonskara på åtta. Föräldrarna hade bestämt sig för att ha sju barn och ge dem fyra namn vardera och i bokstavsordning; det blev således Albin Bertrand Carl David (1865–1935, kyrkoherde i Göteborg), Evelyn Femi Gotton Henrietta (1868–1870), Imri Johan Knut Lamuel (1870–1915, bibliotekarie vid Chalmers tekniska läroanstalt), Maria Nanna Othilia Persis (1872–1952), Quintus Rurik Sten Ture (1877–1947, föreståndare för Nääs slöjdseminarium), Uno Vitus Xerif Yngvar (född och död 1878) och Zebi Århild Ädla Ödevi (1883–1952, gift med Sigurd Pira, landsfiskal i Tranås, kulturhistoriker). När alfabetet var genomgånget föddes dock ytterligare en son, vilken på grund därav fick en mer osystematisk samling förnamn, men Per efter sin farfar.
Pelle Holm tog studenten i Helsingborg 1905 och studerade därefter vid Lunds universitet där han 1918 disputerade på avhandlingen Viktor Rydberg som språkrensare.
Sedan 1913 var Holm anställd vid den i Lund placerade redaktionen för Svenska akademiens ordbok, för vilken han blev souschef 1919 och var chef 1940–1957. Under dessa år hann arbetet med ordboken avancera från bokstaven B till P. Han redigerade också 1923–1950 ett antal årgångar av Svenska akademiens ordlista. Han erhöll för sitt arbete professors namn 1952.
För den bredare allmänheten torde Pelle Holm dock vara mest känd som mannen bakom den klassiska citatsamlingen Bevingade ord vilken ofta helt enkelt kallas Pelle Holm. Denna utkom ursprungligen 1939 och har sedermera tryckts i minst femton ytterligare upplagor. År 1964 följde han upp den med boken Ordspråk och talesätt.

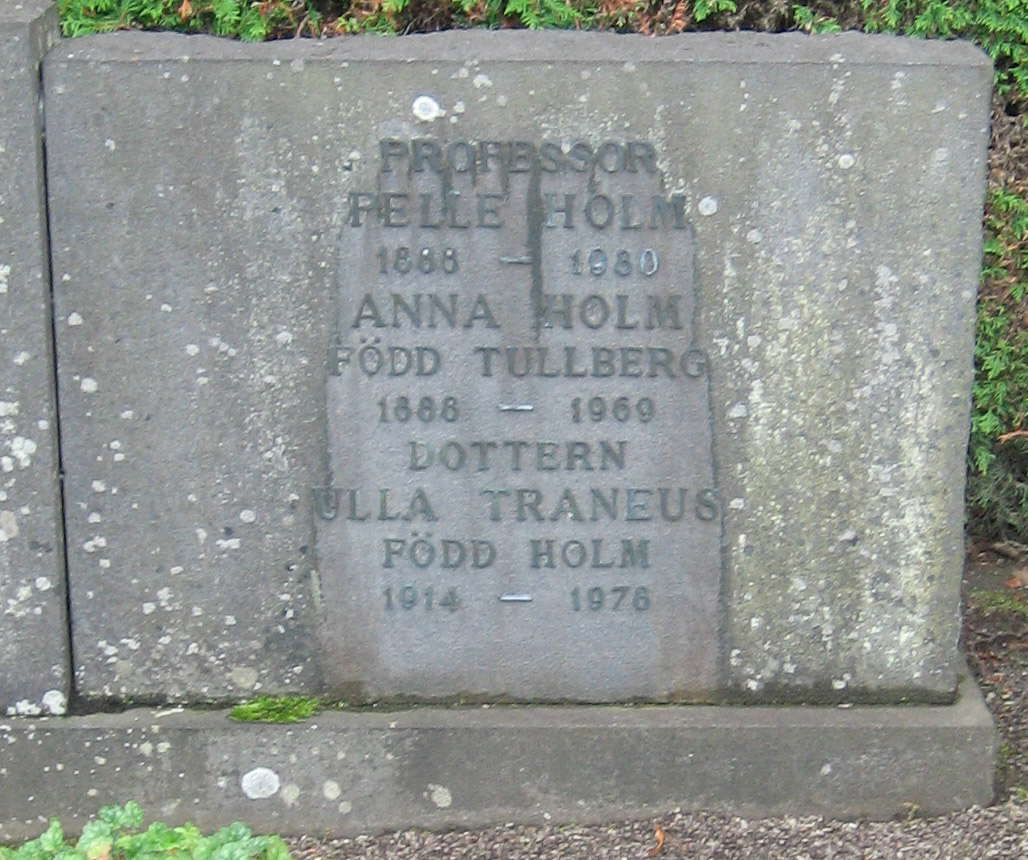
Pelle Holms gravsten på Norra kyrkogården i Lund.

Pelle Holm nyttjade gärna sin känsla för språk och ord även till vitsigheter och studentikost skämt, så bland annat i egenskap av stormästare i Sällskapet CC. Under sin studietid var han medlem i Helsingkrona nation.